# Trio Spilliaert
Vous pouvez aider à l'améliorer ou bien discuter des problèmes sur sa page de discussion.
- Il semble être autobiographique ou autocentré et avoir fait l'objet de modifications substantielles, soit par le principal intéressé, soit par une personne en lien étroit avec le sujet. Il peut être nécessaire de l'améliorer pour respecter le principe de neutralité de point de vue. (Marqué depuis février 2023)

Vous pouvez aider à l'améliorer ou bien discuter des problèmes sur sa page de discussion.
- Il ne s’appuie pas, ou pas assez, sur des sources secondaires ou tertiaires. (Marqué depuis février 2023)
- Son texte doit être wikifié : il ne correspond pas à la mise en forme Wikipédia (style, typographie, liens internes, liens entre les wikis, etc.). (Marqué depuis février 2023)

- Archive Wikiwix
- Bing
- Cairn
- DuckDuckGo
- E. Universalis
- Gallica
- Google
- G. Books
- G. News
- G. Scholar
- Persée
- Qwant
- (zh) Baidu
- (ru) Yandex
- (wd) trouver des œuvres sur Wikidata

Le trio Spilliaert est un trio avec piano fondé en 2012 à Bruxelles, en Belgique. Son nom est un hommage au peintre belge Léon Spilliaert

## Biographie
Le trio a été formé au Conservatoire royal de Bruxelles auprès de Guy Danel, auparavant violoncelliste et membre fondateur du Quatuor Danel et a reçu les conseils du Quatuor Pražák et du Trio Wanderer. Il est lauréat de compétitions internationales, 1er Prix au concours international Svirél (Slovénie), le Trio remporte en 2018 le Prix de la ville de Lège-Cap Ferret au cours de l'Open Cap Ferret. Le trio est membre de Chamber Music for Europe et ProQuartet, et lauréat de la Fondation Royaumont.
Le trio Spilliaert se concentre sur l'interprétation du répertoire belge, en proposant à chaque concert une œuvre belge . En 2023, il reçoit pour cet engagement le Prix Fuga, décerné par l'Union des compositeurs belges. Ils réalisent de très nombreuses créations ainsi que des commandes d'œuvres, notamment auprès de Jan Kuijken (2019), Alithéa Ripoll (2020), Nicolas Bacri (2021), Judith Adler de Olivera (2022). En 2021, ils réalisent la création et le premier enregistrement du Trio 1848 de Camille Saint-Saens.
L'ensemble compte deux disques à son actif, une intégrale des trios de Désiré Pâque, jusqu'alors inédits,, et une rétrospective des trios avec piano de Jacqueline Fontyn.

## Membres
- Violon : Jean-Samuel Bez (depuis 2015)
- Violoncelle : Guillaume Lagravière (depuis 2016)
- Piano: Gauvain de Morant (depuis 2012)

## Discographie
- Désiré Pâque | Les trios à clavier (Intégrale), Cypres Records CYP8609 (2021)
- Jacqueline Fontyn | Trios, Cybele SACD 362204 (2022)

## Filmographie
- Le Passant (De Passant) de Pieter Coudyzer, musique de Ruben de Gheselle

## Spectacles
- Spilliaert's Moonlights (2023) Spectacle interdisciplinaire autour de l’oeuvre du peintre Léon Spilliaert – compositions de Aaro Pertman, Alithéa Ripoll, Ian Wilson, Jean-Luc Fafchamps, Joseph Jongen – Mami Kitagawa, danse – Isabelle Français, vidéaste
- Monsieur Pâque : Itinéraire d'un compositeur oublié (2017) Spectacle Jeune Public autour de la vie trépidente du compositeur Désiré Pâque, avec Julie Dupraz, comédienne – en production pour la Fédération des Jeunesses musicales Wallonie-Bruxelles 2018-2020[8].

## Livre audio
- Ma Mamie en Poévie (2017) Livre interactif Jeune Public - François David ; illustrations d'Elis Wilk – Cotcotcot éditions[9]